# Max Planck Yearbook of United Nations Law
Das Max Planck Yearbook of United Nations Law (UNYB) ist eine juristische Fachzeitschrift, die sich mit den Aktivitäten des Völkerrechts der Vereinten Nationen befasst. In der Zeitschrift werden Entwicklung und Aufgabenerweiterung der Vereinten Nationen seit ihrer Gründung untersucht. Sie bietet ferner ein Diskussionsforum für eine kritische Beurteilung der Funktion internationaler Organisationen bei der Weiterentwicklung des Völkerrechts und der internationalen Beziehungen.

## Geschichte
Im Jahre 1997 erschien der erste Band des Max Planck Yearbook of United Nations Law. Herausgeber waren die Direktoren des Max-Planck-Instituts für ausländisches öffentliches Recht und Völkerrecht in Heidelberg. Seit Anfang 2014 gibt die Max-Planck-Stiftung für Internationalen Frieden und Rechtsstaatlichkeit das Yearbook of United Nations Law heraus.

## Inhalte
1. Recht und Praxis der Vereinten Nationen: Grundlagendokumente der Vereinten Nationen und ihrer Sonderorganisationen und Programme, rechtliche und politische Praxis.
2. Rechtsfragen im Zusammenhang mit den Zielen der Vereinten Nationen: Analysen von Herausforderungen und Schwierigkeiten bei der Umsetzung der vorrangigen Interessen der Vereinten Nationen (nachhaltige Entwicklung, Flüchtlingsschutz, Abrüstung und Rüstungskontrolle, Rechtsstaatlichkeit oder Gleichbehandlung der Geschlechter), Beiträge zu relevanten rechtlichen Entwicklungen in Ländern mit Bezug zu den Vereinten Nationen.
3. Rechtliche und politische Entwicklungen der Vereinten Nationen im Berichtsjahr.

## Autoren
- Laurence Boisson de Chazournes
- Armin von Bogdandy
- Theo van Boven
- Thomas Buergenthal
- Karl Döhring
- Pierre-Marie Dupuy
- Tono Eitel
- Philippe Gautier
- Christophe Greenwood
- Günther Jaenicke
- Jan Klabbers
- Francisco Orrego Vicuña
- Shabtai Rosenne
- Beate Rudolf
- Hennie Strydom
- Tullio Treves